# Gerhard Blom
Gerhard Lichtenberg Blom (21. februar 1866 i Helsingør – 16. september 1930 i Birkerød) var en dansk maler.

## Karriere
Blom kom først i optikerlære 1881, men sendtes derefter til København i malerlære. I 1885 dimitteredes han fra Det tekniske Selskabs Skole af Holger Grønvold til Kunstakademiet, hvor han var til 1887. I 1888 gik han over i Kunstnernes Studieskole under Kristian Zahrtmann og var elev her i en årrække. Han debuterede 1892 på Charlottenborg og udstillede siden efter årligt her; desuden på Kunstnernes Efterårsudstilling. I udlandet deltog han i udstillingen i Chicago 1893, i München 1904 og i Paris 1906. Foruden en rejse til Chicago 1892-93 foretog Blom med akademistipendier adskillige rejser til Italien, med Rom som det vanlige opholdssted. Blandt hovedværkerne er Fra birkeskoven sidst i september (1906), der af Akademiet blev foreslået til Udstillingsmedaljen uden dog at opnå stemmeflertal, og Vinterdag i Rude Skov (1915), som samme år blev erhvervet af Storstrøms Kunstmuseum.
Blom arbejdede 1908-11 som teatermaler ved Det ny Teater og malede i samme periode dekorationer til Det Kongelige Teater. 1888-1915 var han ansat som tegnelærer ved Københavns Kommuneskoler.
Der findes et ungdomsportræt udført af Poul S. Christiansen. Maleri af Aage Bertelsen 1930. Selvportrætter i olie 1923 og 1926 samt i tegning, radering og træsnit.

## Ægteskaber
1. ægteskab 27. juni 1893 i Chicago med Maren Sophie Hansen (født 1. februar 2.1866 i Nyhuse ved Hillerød) datter af staldbetjent Lars Hansen og Sidse Henriksen. Ægteskabet opløst.
2. ægteskab 20. august 1921 i København med maleren Gerda Elisabeth Rasmussen (Gerda Strøm) (8. september 1886 i København – september 1959) datter af tilskærer, senere herreekviperingshandler Albert August Rasmussen og Anna Augusta Vilhelmine Strøm.
Blom er begravet på Birkegård Kirkegård.

## Hæder
- 1900/1901(?),De Neuhausenske Præmier for Nordsjællandsk Landskab. Eftermiddag i August
- 1905 De Neuhausenske Præmier for Faar på Bakken ved Høje Sandbjerg
- 1903 Den Sødringske Opmuntringspræmie for Dalen. Motiv fra Sandbjerg
- 1903 Den Hielmstierne-Rosencroneske Stiftelse
- 1903, 1905, 1906, 1908 Akademiet
- 1904 medlem af Union internationale des beaux arts